# 1906년 중간 올림픽 펜싱 남자 마스터 사브르
1906년 중간 올림픽 펜싱 남자 마스터 사브르는 그리스 아테네에서 개최된 1906년 중간 올림픽 펜싱의 세부 종목이다., 1906년 4월 27일에 자피에온에서 진행되었다. 2개국에서 2명의 선수가 참가하였다.

## 경기장
| 도시   | 경기장   | 원어명          | 로마자   | 비고 |
| ------ | -------- | --------------- | -------- | ---- |
| 아테네 | 자피에온 | Ζάππειον μέγαρο | Zappieon |      |

## 경기 결과
| 순위 | 선수                      | 비고 |
| ---- | ------------------------- | ---- |
| 1    | 시릴 베르뤼주 (BEL)       |      |
| 2    | 이오아니스 라이시스 (GRE) |      |

## 메달리스트
| 금                     | 은                           | 동   |
| 시릴 베르뤼주 · 벨기에 | 이오아니스 라이시스 · 그리스 | 없음 |

## 참고 자료
- (영어) “Fencing at the 1906 Athina Summer Games: Men's Sabre, Masters, Individual”. sports-reference.com. 2012년 11월 14일에 원본 문서에서 보존된 문서. 2011년 5월 25일에 확인함.
- (영어) De Wael, Herman. “Herman's Full Olympians: "Fencing 1906".”. 2016년 3월 5일에 원본 문서에서 보존된 문서. 2018년 11월 28일에 확인함.